# Municipio de Hawes
El municipio de Hawes (en inglés: Hawes Township) es un municipio ubicado en el condado de Alcona en el estado estadounidense de Míchigan. En el año 2010 tenía una población de 1.107 habitantes y una densidad poblacional de 5,98 personas por km².

## Geografía
El municipio de Hawes se encuentra ubicado en las coordenadas 44°43′57.04″N 83°31′26.91″O / 44.7325111, -83.5241417. Según la Oficina del Censo de los Estados Unidos, el municipio tiene una superficie total de 185,1 km² (71,5 mi²), de la cual 181,3 km² (70,0 mi²) corresponden a tierra firme y 3,7 km² (1,4 mi²) (2.02%) es agua.

## Demografía
En el 2000 la renta per cápita promedia del hogar era de $28.938, y el ingreso promedio para una familia era de $36.736. El ingreso per cápita para la localidad era de $16.332. En 2000 los hombres tenían un ingreso per cápita de $31.346 contra $21.538 para las mujeres. Alrededor del 12.20% de la población estaba bajo el umbral de pobreza nacional.